# Каварнья
Каварнья (итал. Cavargna) — коммуна в Италии, располагается в регионе Ломбардия, в провинции Комо.
Население составляет 295 человек (2008 г.), плотность населения составляет 21 чел./км². Занимает площадь 15 км². Почтовый индекс — 22010. Телефонный код — 0344.
Покровителем коммуны почитается святой Лаврентий, празднование 10 августа.

## Демография
Динамика населения:

## Администрация коммуны
- Официальный сайт: